# Anthophylax hoffmani
Anthophylax hoffmani is een keversoort uit de familie van de boktorren (Cerambycidae). De wetenschappelijke naam van de soort werd voor het eerst geldig gepubliceerd in 1903 door William Beutenmüller.
De soort komt voor in de Verenigde Staten. De specimens die Beutenmüller beschreef had hijzelf  verzameld tijdens een van zijn expedities naar de Black Mountains van North Carolina. Hij noemde de soort naar Rev. Eugene Augustus Hoffman (1829-1902), de rijke Amerikaanse geestelijke die zijn expeditie naar de Black Mountains in 1903 had mogelijk gemaakt.